# Zafra de los diez millones
Como zafra de los diez millones se conoce en Cuba a la meta de producir 10 millones de toneladas de azúcar en el año 1970, objetivo que finalmente no fue logrado.

## Historia

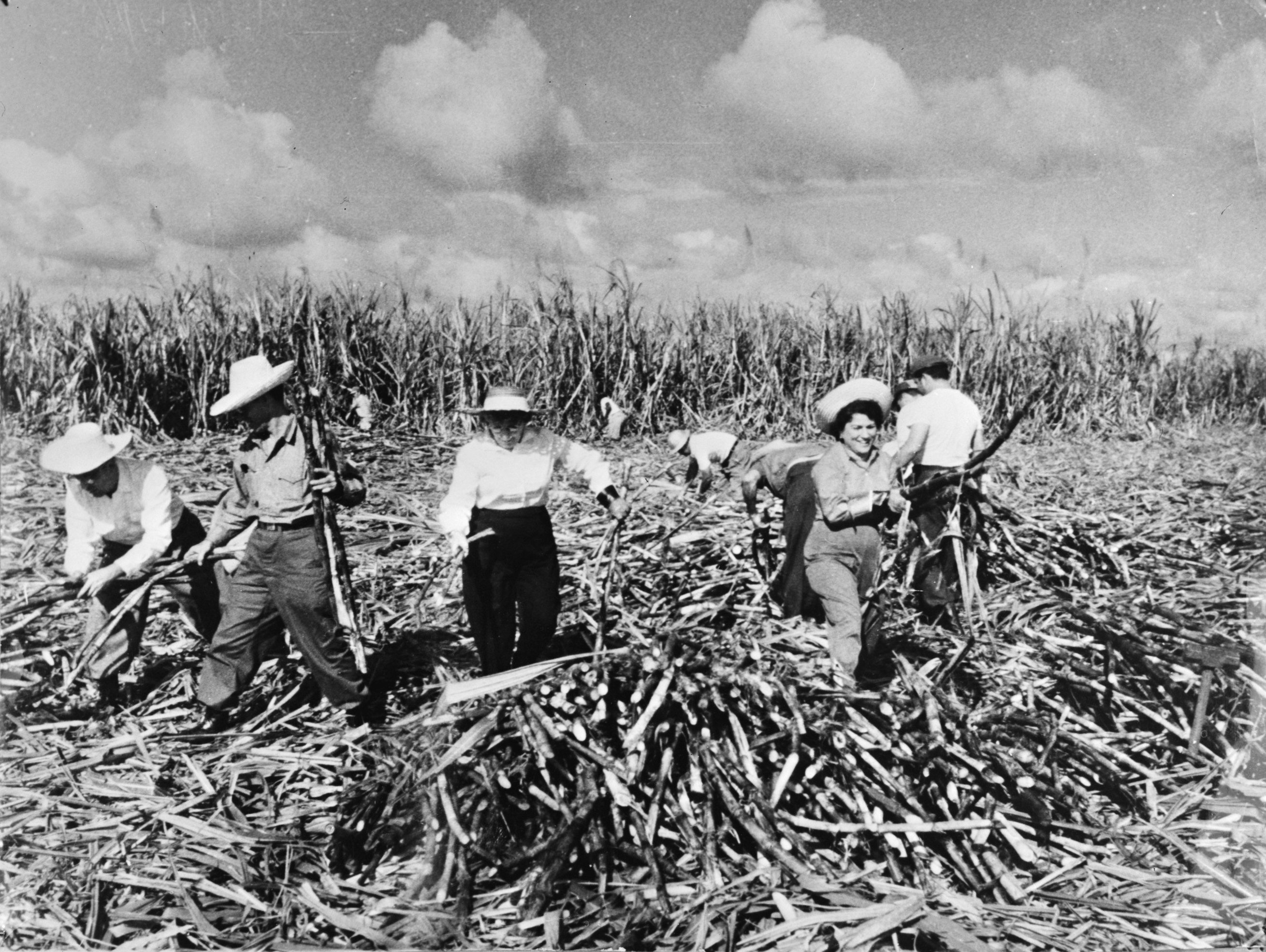
Cosecha de azúcar en Cuba en 1970.

Fidel Castro proclamó a 1970 como el año de la zafra, con el objetivo declarado de mejorar la situación financiera de la isla. El gobierno dedicó muchos de los recursos y muchos de los esfuerzos del país a conseguir la producción de 10 millones de toneladas de azúcar. Para lograr dicho objetivo se llevó a cabo la demolición extensiva de grandes cantidades de tierras para la siembra de caña, se movilizó a la zafra la mayor cantidad de personas, incluyendo la participación activa de las Fuerzas Armadas Revolucionarias de Cuba.
A pesar de todos los esfuerzos, y de prácticamente paralizar al resto de las industrias del país, no se logró conseguir la meta planificada, produciendo 8,5 millones de toneladas, lo cual todavía fue un récord histórico (el segundo récord fue 7,2 millones en 1952).

## Consecuencias
El 2 de enero de 1969 Fidel Castro suspendió las fiestas navideñas por coincidir con los días de mayor actividad en la zafra. Debido a los enormes recursos destinados al cultivo de azúcar, los demás sectores productivos fueron descuidados, por lo que el resto de la economía cubana sufrió ese año un retroceso superior al 20%.
Ante el fracaso de la campaña Javier de Varona redactó un análisis sobre la situación nacional por lo que fue investigado por las autoridades cubanas y posteriormente se terminaría suicidando en 1971.